# Pseudographis icerbae
Pseudographis icerbae är en svampart som beskrevs av Henn. 1903. Pseudographis icerbae ingår i släktet Pseudographis och familjen Triblidiaceae.   Inga underarter finns listade i Catalogue of Life.